# Mistrzostwa Świata w Saneczkarstwie 1973
Mistrzostwa Świata w Saneczkarstwie 1973 – czternasta edycja mistrzostw świata w saneczkarstwie, rozegrana w 1973 roku w enerdowskim Oberhofie. Rozegrane zostały trzy konkurencje: jedynki kobiet, jedynki mężczyzn oraz dwójki mężczyzn. W tabeli medalowej najlepsza była Niemiecka Republika Demokratyczna.

## Wyniki

### Jedynki kobiet
| Medal | Zawodniczka        | Państwo | Czas | Strata |
| ----- | ------------------ | ------- | ---- | ------ |
|       | Margit Schumann    | NRD     |      |        |
|       | Ute Rührold        | NRD     |      |        |
|       | Eva-Maria Wernicke | NRD     |      |        |

### Jedynki mężczyzn
| Medal | Zawodnik        | Państwo | Czas | Strata |
| ----- | --------------- | ------- | ---- | ------ |
|       | Hans Rinn       | NRD     |      |        |
|       | Wolfram Fiedler | NRD     |      |        |
|       | Harald Ehrig    | NRD     |      |        |

### Dwójki mężczyzn
| Medal | Zawodnicy                        | Państwo | Czas | Strata |
| ----- | -------------------------------- | ------- | ---- | ------ |
|       | Horst Hörnlein/Reinhard Bredow   | NRD     |      |        |
|       | Hans Rinn/Norbert Hahn           | NRD     |      |        |
|       | Paul Hildgartner/Walter Plaikner | Włochy  |      |        |

## Klasyfikacja medalowa
| Miejsce | Państwo | złoto | srebro | brąz | Razem |
| ------- | ------- | ----- | ------ | ---- | ----- |
| 1.      | NRD     | 3     | 3      | 2    | 8     |
| 2.      | Włochy  | 0     | 0      | 1    | 1     |